# Scano di Montiferro
Scano di Montiferro  (en sardo Iscanu, en lengua española Escano) es una localidad italiana de la provincia de Oristán, región de Cerdeña,  con 1619 habitantes.

## Evolución demográfica
| Gráfica de evolución demográfica de Scano di Montiferro entre 1861 y 2001 |
|                                                                           |
| Fuente ISTAT - elaboración gráfica de Wikipedia                           |